# چولون‌خوروت
شهرستان چولون‌خوروت (به زبان مغولی: Чулуунхороот сум، [Čuluunxoroot sum]؛ ᠴᠠᠯᠠᠭᠤᠨ ᠬᠣᠷᠢᠶ᠋ᠠᠲᠤ ᠰᠤᠮᠤ، [čalaɣun qoriyatu sumu]) یک شهرستان (سُوم) در مغولستان است که در استان دورنود واقع شده‌است. چولون‌خوروت ۶٬۵۳۹ کیلومتر مربع مساحت دارد.

## تقسیمات اداری
شهرستان چولون‌خوروت متشکل از ۳ قصبه (باغ) می‌باشد، شامل:
- چاغان‌چولوت (مغولی: Цагаанчулуут баг، [Cagaančuluut bag]؛ ᠴᠠᠭᠠᠨ ᠴᠢᠯᠠᠭᠤᠳᠤ ᠪᠠᠭ، [čaɣan čilaɣutu baɣ])
- دِلگِر (مغولی: Дэлгэр баг، [Delger bag]؛ ᠳᠡᠯᠭᠡᠷ ᠪᠠᠭ، [delger baɣ])
- غالوت (مغولی: Галуут баг، [Galuut bag]؛ ᠭᠠᠯᠠᠭᠲᠤ ᠪᠠᠭ، [ɣalaɣtu baɣ])